# 석회

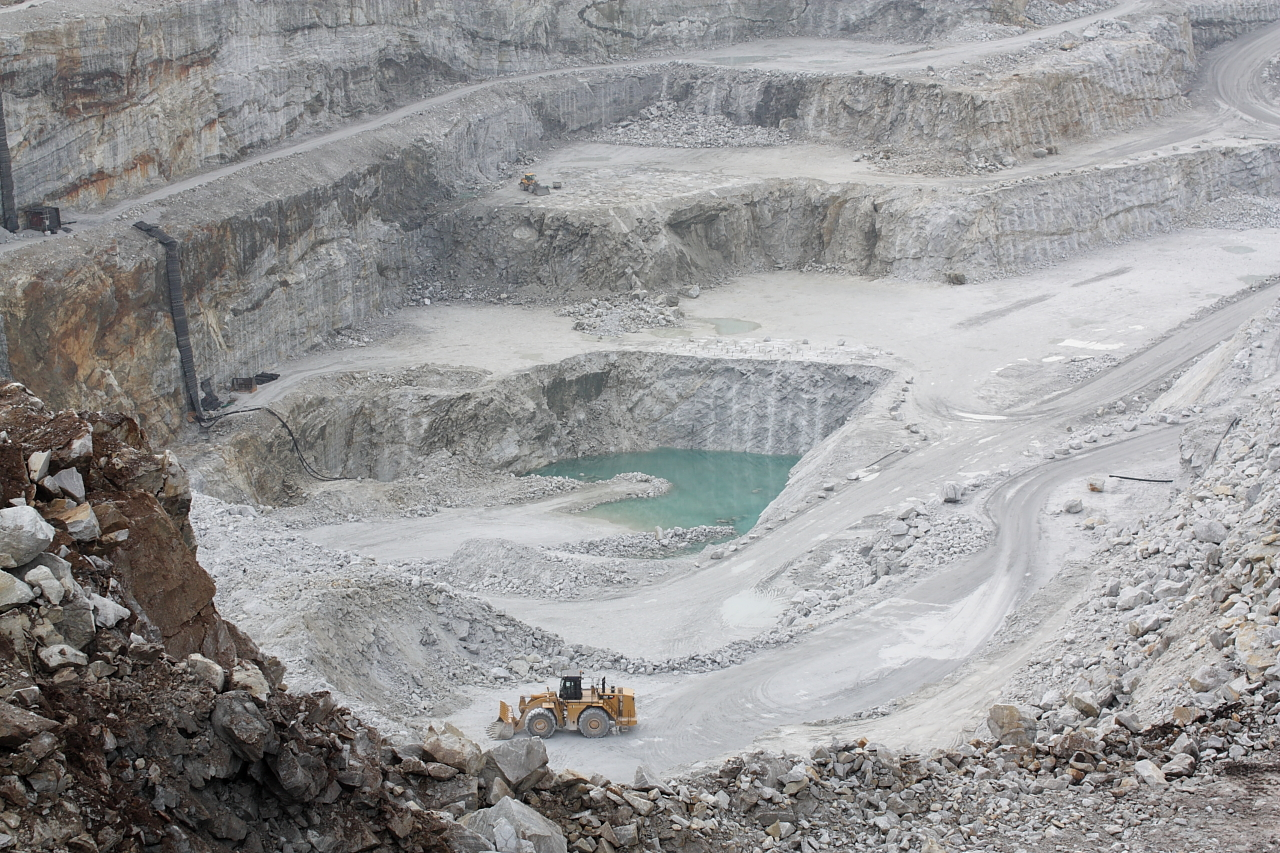
노르웨이의 석회석

석회(石灰)는 칼슘이 들어 있는 무기 화합물을 가리키는 용어로, 탄산염, 산화물, 수산화물이 가득한 물질이다. 라임(lime)이라고도 한다. 생석회와 소석회의 총칭이기도 하다.

## 생성
- 석회암은 광산이나 채석장에서 얻는다.
- 생석회는 다음과 같은 반응으로 만들어진다. CaCO3 + 열 → CaO + CO2
- 생석회는 물과 혼합하여 수화될 수 있다. CaO + H2O → Ca(OH)2

## 같이 보기
- 생석회
- 소석회
- 카바이드